# Élections sénatoriales de 2023 à Paris
Des élections sénatoriales à Paris ont lieu le 24 septembre 2023 afin de renouveler au scrutin indirect les 12 sièges du département au Sénat, la chambre haute du Parlement français.

## Contexte départemental
Les élections sénatoriales de 2017 à Paris ont laissé placer à un paysage éclaté. Dans les rangs de la majorité départementale, le Parti socialiste a mené une liste et obtenu quatre sièges, tandis qu'Europe Écologie Les Verts et le Parti communiste français ont chacun obtenu un siège en menant des listes autonomes. Issu des rangs de la majorité, Bernard Jomier a été élu sur une liste propre, et siège ensuite comme apparenté socialiste, tandis que Julien Bargeton, adjoint à la maire de Paris élu sous l'étiquette socialiste en 2014, est élu au nom de La République en marche. Du côté de l'opposition municipale, les Républicains ont fait élire quatre sénateurs, mais ils sont issus de trois listes, la liste dissidente menée par Philippe Dominati arrivant en tête et obtenant deux sièges.
Depuis, tous les effectifs du collège des grands électeurs ont été renouvelés, à travers les élections municipales de 2020, les élections régionales et les élections législatives de 2022. Le mode de scrutin spécifique à Paris fait que la grande majorité des grands électeurs viennent des municipales, chaque conseiller de Paris désignant un certain nombre de grands électeurs.
Durant le mandat, Marie-Noëlle Lienemann a quitté le groupe socialiste pour le groupe communiste et apparentés et Esther Benbassa a été exclue du groupe écologiste à la suite d'accusations de harcèlement moral.

## Sénateurs sortants
| Sénateurs sortants | Sénateurs sortants         | Parti | Fonctions lors de l'élection en 2017             |
| ------------------ | -------------------------- | ----- | ------------------------------------------------ |
|                    | Pierre Laurent             | PCF   | Sénateur sortant                                 |
|                    | Marie-Noëlle Lienemann     | GRS   | Sénatrice sortante                               |
|                    | Rémi Féraud                | PS    | Conseiller de Paris, maire du 10e arrondissement |
|                    | Marie-Pierre de La Gontrie | PS    | Conseillère régionale, conseillère de Paris      |
|                    | David Assouline            | PS    | Sénateur sortant, conseiller de Paris            |
|                    | Bernard Jomier             | DVG   | Adjoint à la maire de Paris                      |
|                    | Esther Benbassa            | DVG   | Sénatrice sortante                               |
|                    | Julien Bargeton            | RE    | Adjoint à la maire de Paris                      |
|                    | Céline Boulay-Espéronnier  | DVD   | Conseillère de Paris                             |
|                    | Philippe Dominati          | DVD   | Sénateur sortant                                 |
|                    | Pierre Charon              | LR    | Sénateur sortant, conseiller de Paris            |
|                    | Catherine Dumas            | LR    | Conseillère régionale, conseillère de Paris      |

## Présentation des listes et des candidats
8 listes de candidats sont officiellement déposées.

### Liste Les Républicains conduite par Catherine Dumas
| N° | Candidat | Candidat                 | Parti | Nuance | Principales fonctions                            |
| -- | -------- | ------------------------ | ----- | ------ | ------------------------------------------------ |
| 01 |          | Catherine Dumas          | LR    | LR     | Sénatrice sortante, conseillère de Paris         |
| 02 |          | Francis Szpiner          | LR    | LR     | Conseiller de Paris, maire du 16e arrondissement |
| 03 |          | Marie-Claire Carrère-Gée | LR    | LR     | Conseillère régionale, conseillère de Paris      |
| 04 |          | Jean-Baptiste Olivier    | LR    | LR     | Conseiller de Paris                              |
| 05 |          | Inès de Raguenel         | LR    | LR     | Conseiller de Paris                              |
| 06 |          | Vincent Baladi           | LR    | LR     | Conseiller de Paris                              |
| 07 |          | Anne Biraben             | LR    | LR     | Conseiller de Paris                              |
| 08 |          | Franck Margain           | LR    | LR     | Conseiller de Paris                              |
| 09 |          | Farida Kerboua           | LR    | LR     | Conseiller de Paris                              |
| 10 |          | Julien Rouet             | LR    | LR     | Conseiller de Paris Centre                       |
| 11 |          | Anne Giudicelli          | LR    | LR     | Conseillère du 18e arrondissement                |
| 12 |          | Jack-Yves Bohbot         | LR    | LR     | Conseiller régional, conseiller de Paris         |
|    |          |                          |       |        |                                                  |
| 13 |          | Rachida Dati             | LR    | LR     | Conseillère de Paris, maire du 7e arrondissement |
| 14 |          | Jean-Pierre Lecoq        | LR    | LR     | Conseiller régional, maire du 6e arrondissement  |

### Liste Divers droite conduite par Agnès Evren
| N° | Candidats | Candidats                        | Parti | Nuance | Principales fonctions                    |
| -- | --------- | -------------------------------- | ----- | ------ | ---------------------------------------- |
| 01 |           | Agnès Evren                      | LR    | LR     | Députée européenne, conseillère de Paris |
| 02 |           | Pierre Maurin                    | LR    | LR     | Conseiller du 9e arrondissement          |
| 03 |           | Marie-Charlotte Demetz-Wambergue | LR    | LR     |                                          |
| 04 |           | Eric Zanea                       | LR    | LR     |                                          |
| 05 |           | Laurence Guillot                 | LR    | LR     |                                          |
| 06 |           | Arik Sabban                      | LR    | LR     |                                          |
| 07 |           | Victoria Regis                   | LR    | LR     |                                          |
| 08 |           | Jean-Christophe Vidal            | LR    | LR     |                                          |
| 09 |           | Carole Letourneur-Boucenna       | LR    | LR     |                                          |
| 10 |           | Jean-Pierre Prost                | LR    | LR     |                                          |
| 11 |           | Marie-Servane Arnaud             | LR    | LR     |                                          |
| 12 |           | Julien Piot                      | LR    | LR     |                                          |
|    |           |                                  |       |        |                                          |
| 13 |           | Caroline Duc                     | LR    | LR     |                                          |
| 14 |           | Patrice Gassenbach               | LR    | LR     |                                          |

### Liste Écologiste conduite par Lobna Sta
| N° |  | Candidats                | Parti | Nuance | Principales fonctions               |
| -- |  | ------------------------ | ----- | ------ | ----------------------------------- |
| 01 |  | Lobna Sta                | EEE   | ECO    |                                     |
| 02 |  | Jody Horcholle           | EEE   | ECO    | Adjoint au maire de Gournay-en-Bray |
| 03 |  | Sabine Dray              | EEE   | ECO    |                                     |
| 04 |  | Lionel Brot              | FDD   | ECO    |                                     |
| 05 |  | Brigitte Fitoussi        | EEE   | ECO    |                                     |
| 06 |  | Yann Maugis              | EEE   | ECO    |                                     |
| 07 |  | Jocelyne Yijing Ji       | EEE   | ECO    |                                     |
| 08 |  | Rosan Hurtus             | EAC   | ECO    |                                     |
| 09 |  | Sylvie Diba Zamarttanane | EEE   | ECO    |                                     |
| 10 |  | Gabriel Schwartz         | EEE   | ECO    |                                     |
| 11 |  | Barbara Fuchs            | EEE   | ECO    |                                     |
| 12 |  | Tony Renault             | EAC   | ECO    |                                     |
|    |  |                          |       |        |                                     |
| 13 |  | Mounira Bousnina         | EEE   | ECO    |                                     |
| 14 |  | Jacques de Causans       | EEE   | ECO    |                                     |

### Liste Divers droite conduite par Pierre Charon
| N° | Candidats | Candidats            | Parti | Nuance | Principales fonctions |
| -- | --------- | -------------------- | ----- | ------ | --------------------- |
| 01 |           | Pierre Charon        | LR    | LR     | Sénateur sortant      |
| 02 |           | Pauline Déroulède    |       | DVD    |                       |
| 03 |           | Guillaume Benoit     |       | DVD    |                       |
| 04 |           | Quitterie de Rivoyre |       | DVD    |                       |
| 05 |           | Jean de Nicolaÿ      |       | DVD    |                       |
| 06 |           | Émilie Délépine      |       | DVD    |                       |
| 07 |           | Wilfried Pierre      |       | DVD    |                       |
| 08 |           | Marie Calzada        |       | DVD    |                       |
| 09 |           | Victor Gastou        |       | DVD    |                       |
| 10 |           | Maëva Jalby          |       | DVD    |                       |
| 11 |           | Pierre Gilbertas     |       | DVD    |                       |
| 12 |           | Aurélia Yllouz       |       | DVD    |                       |
|    |           |                      |       |        |                       |
| 13 |           | Philippe Oudeyer     |       | DVD    |                       |
| 14 |           | Vivianne Henriot     |       | DVD    |                       |

### Liste Ensemble conduite par Julien Bargeton
| N° | Candidats | Candidats              | Parti | Nuance | Principales fonctions                                                     |
| -- | --------- | ---------------------- | ----- | ------ | ------------------------------------------------------------------------- |
| 01 |           | Julien Bargeton        | RE    | REM    | Sénateur sortant, conseiller régional et conseiller du 20e arrondissement |
| 02 |           | Iris Berthomier        | MoDem | MDM    | Conseillère du 6e arrondissement                                          |
| 03 |           | Benjamin Mallo         | HOR   | HOR    | Conseiller du 17e arrondissement                                          |
| 04 |           | Kolia Bénié            | RE    | REM    | Conseillère du 19e arrondissement                                         |
| 05 |           | Chang Hua Peng         | MoDem | MDM    | Conseiller du 13e arrondissement                                          |
| 06 |           | Pegah Malek-Ahmadi     | HOR   | HOR    |                                                                           |
| 07 |           | Jean-Pierre Plagnard   | RE    | REM    | Adjoint à la maire du 9e arrondissement                                   |
| 08 |           | Isabelle Ruisseau      | RE    | REM    |                                                                           |
| 09 |           | Clément Communal-Haour | HOR   | HOR    |                                                                           |
| 10 |           | Carole Hoogstoël       | RE    | REM    | Conseillère du 5e arrondissement                                          |
| 11 |           | Jean-Baptiste Houriez  | RE    | REM    |                                                                           |
| 12 |           | Clémentine Sillam      | RE    | REM    |                                                                           |
|    |           |                        |       |        |                                                                           |
| 13 |           | Alexis Govciyan        | RE    | REM    | Conseiller de Paris                                                       |
| 14 |           | Catherine Ibled        | RE    | REM    | Conseillère de Paris                                                      |

### Liste La France insoumise conduite par Marion Beauvalet
| N° | Candidats | Candidats                  | Parti | Nuance | Principales fonctions |
| -- | --------- | -------------------------- | ----- | ------ | --------------------- |
| 01 |           | Marion Beauvalet           | LFI   | FI     |                       |
| 02 |           | Benoît Schneckenburger     | LFI   | FI     |                       |
| 03 |           | Ramata Aidara              | LFI   | FI     |                       |
| 04 |           | Julien Rippert             | LFI   | FI     |                       |
| 05 |           | Jaspal De Oliveira Gill    | LFI   | FI     |                       |
| 06 |           | Laurent Sorel              | LFI   | FI     | Conseiller de Paris   |
| 07 |           | Sophie de La Rochefoucauld | LFI   | FI     |                       |
| 08 |           | Michel Mongkhoy            | LFI   | FI     |                       |
| 09 |           | Astrid Petit               | LFI   | FI     |                       |
| 10 |           | Bruno Fiahlo               | LFI   | FI     |                       |
| 11 |           | Laurie Autret              | LFI   | FI     |                       |
| 12 |           | Hervé Lefrançois           | LFI   | FI     |                       |
|    |           |                            |       |        |                       |
| 13 |           | Julie Maury                | LFI   | FI     |                       |
| 14 |           | Christophe Prudhomme       | LFI   | FI     |                       |

### Liste Union de la gauche conduite par Rémi Féraud
| N° | Candidats | Candidats                  | Parti | Nuance | Principales fonctions                            |
| -- | --------- | -------------------------- | ----- | ------ | ------------------------------------------------ |
| 01 |           | Rémi Féraud                | PS    | SOC    | Sénateur sortant, conseiller de Paris            |
| 02 |           | Antoinette Guhl            | EELV  | VEC    | Conseillère de Paris                             |
| 03 |           | Ian Brossat                | PCF   | COM    | Adjoint à la maire de Paris                      |
| 04 |           | Marie-Pierre de La Gontrie | PS    | SOC    | Sénatrice sortante                               |
| 05 |           | Yannick Jadot              | EELV  | VEC    | Député européen                                  |
| 06 |           | Colombe Brossel            | PS    | SOC    | Adjointe à la maire de Paris                     |
| 07 |           | Bernard Jomier             |       | DVG    | Sénateur sortant                                 |
| 08 |           | Anne Souyris               | EELV  | VEC    | Adjointe à la maire de Paris                     |
| 09 |           | Maxime des Gayets          | PS    | SOC    | Conseiller régional                              |
| 10 |           | Fatima Yadani              | PS    | SOC    |                                                  |
| 11 |           | Jean-Baptiste Pegeon       | EELV  | VEC    | Conseiller régional                              |
| 12 |           | Angèle Louviers            | PS    | SOC    |                                                  |
|    |           |                            |       |        |                                                  |
| 13 |           | Éric Pliez                 |       | DVG    | Conseiller de Paris, maire du 20e arrondissement |
| 14 |           | Virginie Daspet            | G.s   | DVG    | Adjointe au maire du 20e arrondissement          |

### Liste Écologiste conduite par François Bechieau
| N° | Candidats | Candidats                | Parti | Nuance | Principales fonctions                  |
| -- | --------- | ------------------------ | ----- | ------ | -------------------------------------- |
| 01 |           | François Béchieau        | MDP   |        | Adjoint au maire du 19e arrondissement |
| 02 |           | Sofia Djeddi             | MDP   |        |                                        |
| 03 |           | Jean Couthures           | MDP   |        |                                        |
| 04 |           | Agnès Guignard           | MDP   |        |                                        |
| 05 |           | Pierre Moze              | MDP   |        |                                        |
| 06 |           | Tina Ramah               | MDP   |        |                                        |
| 07 |           | Alain Chauteau           | MDP   |        |                                        |
| 08 |           | Danièle Ablin            | MDP   |        |                                        |
| 09 |           | Mohand Hadj-Larbi        | MDP   |        |                                        |
| 10 |           | Nathalie Rodriguez       | MDP   |        |                                        |
| 11 |           | Mohammed Ghili           | MDP   |        |                                        |
| 12 |           | Anna Couthures-Idrizi    | MDP   |        |                                        |
|    |           |                          |       |        |                                        |
| 13 |           | Francis Allory           | MDP   |        |                                        |
| 14 |           | Marie Clemencia Adekalom | MDP   |        |                                        |

## Résultats
| Tête de liste                                                                            | Tête de liste            | Liste                                            | Voix  | %     | Sièges | +/-           |
| ---------------------------------------------------------------------------------------- | ------------------------ | ------------------------------------------------ | ----- | ----- | ------ | ------------- |
|                                                                                          | Rémi Féraud              | Union de la gauche (PS - PCF - EÉLV - G.s - DVG) | 1 548 | 54,58 | 8      | 1             |
| Rassemblement de la gauche et des écologistes                                            |                          |                                                  | 1 548 | 54,58 | 8      | 1             |
|                                                                                          | Catherine Dumas          | Les Républicains                                 | 552   | 19,46 | 3      | 2             |
| Au Sénat pour changer Paris                                                              |                          |                                                  | 552   | 19,46 | 3      | 2             |
|                                                                                          | Agnès Evren              | Divers droite (LR)                               | 330   | 11,64 | 1      | Nv.           |
| Rassemblement de la droite et du centre pour Paris avec Agnès Evren                      |                          |                                                  | 330   | 11,64 | 1      | Nv.           |
|                                                                                          | Julien Bargeton          | Ensemble (RE - MoDem - HOR)                      | 171   | 6,03  | 0      | 1             |
| Ensemble, la majorité présidentielle unie à Paris !                                      |                          |                                                  | 171   | 6,03  | 0      | 1             |
|                                                                                          | Pierre Charon            | Les Républicains diss.                           | 163   | 5,75  | 0      | 1             |
| Libérons Paris avec Pierre Charon !                                                      |                          |                                                  | 163   | 5,75  | 0      | 1             |
|                                                                                          | Marion Beauvalet         | La France insoumise                              | 62    | 2,19  | 0      | Nv.           |
| Paris Union populaire écologique et sociale                                              |                          |                                                  | 62    | 2,19  | 0      | Nv.           |
|                                                                                          | François Béchieau        | Écologiste (MDP)                                 | 8     | 0,28  | 0      | Nv.           |
| Une France des territoires dans une Europe écologiste, sociale et solidaire, inclusive ! |                          |                                                  | 8     | 0,28  | 0      | Nv.           |
|                                                                                          | Lobna Sta                | Écologiste (EEE)                                 | 3     | 0,11  | 0      | Nv.           |
| Ensemble, ayons des projets d'avenir !                                                   |                          |                                                  | 3     | 0,11  | 0      | Nv.           |
|                                                                                          |                          |                                                  |       |       |        |               |
| Suffrages exprimés                                                                       | Suffrages exprimés       | Suffrages exprimés                               | 2 836 | 98,71 |        |               |
| Votes invalides                                                                          | Votes invalides          | Votes invalides                                  | 22    | 0,77  |        |               |
| Votes blancs                                                                             | Votes blancs             | Votes blancs                                     | 15    | 0,52  |        |               |
| Total                                                                                    | Total                    | Total                                            | 2 873 | 100   | 12     | en stagnation |
| Abstention                                                                               | Abstention               | Abstention                                       | 7     | 0,24  |        |               |
| Inscrits / participation                                                                 | Inscrits / participation | Inscrits / participation                         | 2 881 | 99,76 |        |               |